# Lamayang
Lamayang is een bestuurslaag in het regentschap Simeulue van de provincie Atjeh, Indonesië. Lamayang telt 145 inwoners (volkstelling 2010).